# Чирен
 Тази статия е за селото.  За подземното газохранилище вижте Чирен (газохранилище).  
Чѝрен е село в Северозападна България, община Враца, област Враца.

## География
Село Чирен се намира на около 13 km северно от областния център град Враца. Разположено е в Западния Предбалкан, в западното подножие на ниския планински рид Милин камък. Климатът е умереноконтинентален, почвите в землището са преобладаващо тъмносиви горски. Надморската височина намалява от около 320 – 330 m в източния край на селото до около 270 m в югозападния му край.
Общински пътища свързват Чирен на юг с Враца, на север със село Девене и на запад със село Лиляче.
В землището на селото има микроязовир.
Населението на Чирен, наброявало 2805 души при преброяването към 1934 г. и 2643 към 1965 г., намалява до 789 (по текущата демографска статистика за населението) към 2020 г.
При преброяването на населението към 1 февруари 2011 г., от обща численост 742 лица, за 711 лица е посочена принадлежност към „българска“ етническа група, за 6 – към ромска и за 24 не е даден отговор.

## История
В латинската крепост над селото са намерени статуи от Римската епоха, съхранявани във Врачанския исторически музей. Отделни медни монети – антични тетрадрахми, което говори за доста ранен период. На запад от него към местността Жабокрек се намира природната и археологическа забележителност Божият мост с керамика от римската епоха и останки от военен път в близост до крепостта, която е единствената частично реставрирана крепост във Врачанско. От северната част се виждат основите на дебела и плътна стена, която не е проучена. Името на селото може би е сродно с осетинското (т.е. иранско) cyren-ciren – „ярък пламък“ и чеченското c'erin – „огнен“.
Според археолога Богдан Николов произходът на името е от старобългарската дума за укрепена височина „чир“ и окончанието „-ен“ (както в имената Брус-ен, Ветр-ен, Лип-ен и др.).

## Население
Преброяване на населението през 2011 г.
Численост и дял на етническите групи според преброяването на населението през 2011 г.:
|                     | Численост | Дял (в %) |
| Общо                | 742       | 100,00    |
| Българи             | 711       | 95,82     |
| Турци               | 0         | 0,00      |
| Цигани              | 6         | 0,80      |
| Други               | 0         | 0,00      |
| Не се самоопределят | 0         | 0,00      |
| Неотговорили        | 24        | 3,23      |

## Религии
- Православно християнство

## Обществени институции
Учебното дело в Чирен е започнало около средата на XIX в. с известния възрожденец и иконописец Петко Танов като първи учител, но не е известна точната година. През 1876 г. училището в Чирен е затворено в продължение на цяла поради събитията с Ботевата чета на Милин камък.
В селото има действащо читалище „Пробуждане 1906“, основано през 1906 г. Негов първи председател е Делчо Радулчев.

## Културни и природни забележителности
На югоизток от „Божия мост“ е пещерата Понора. Полигаро е в подножието на крепостта от изток (Полигар – тържище).
В близост до село Чирен се намира местността Милин камък. Близо до това място (на връх Вола) на 31 май 1876 година, след тежка битка с османлиите, е прострелян поетът-пълководец Христо Ботев.
Чирен е прочут с местността „Божия мост“ – остатък от карстова скала, издълбана от вода и оформена като мост. Друга забележителност е местността „Тиганчето“ – също като Божият мост издълбано от вода. Името му идва от това, че е много дълбоко, а и това са няколко езерца, които се преливат едно в друго. Рекичката, която се влива в Тиганчето извира на около 300 – 400 метра под отвесна скала. Този извор се нарича Жабокрък. Първото езерце се нарича Кутелчето. То е с диаметър около метър и половина и дълбоко 60 см. От него, с водопад, висок около 1 метър водата пада в Тиганчето. След Тиганчето е другото езерце, Тепсията.

## Известни личности
Родени в Чирен
- Цено Петров Статков († 1908 г.), опълченец, участвал в боевете на Шипка, Шейново и Стара Загора[6]
- Йосиф Петров (1909 – 2004), политик[9]
- Нено Терзийски (р. 1964), щангист[10]

## Други
Край село Чирен се намира подземно газохранилище.